# Elatostema gibbsiae
Elatostema gibbsiae är en nässelväxtart som beskrevs av R.S.Beaman. Elatostema gibbsiae ingår i släktet Elatostema och familjen nässelväxter. Inga underarter finns listade i Catalogue of Life.